# Lucy Wicks (Volleyballspielerin)
Lucy Wicks (* 20. März 1982 in Poole) ist eine britische Volleyballspielerin.

## Karriere
Wicks kam durch ihre Schwester zum Volleyball. Sie begann ihre Karriere in ihrer Heimatstadt beim Wessex VC. Weitere Stationen in England waren Loughborough, Wolverhampton und der London Malory VC. 2001 nahm die Zuspielerin mit der Studenten-Nationalmannschaft an der Universiade 2001 in Peking teil. 2008 wechselte sie zum französischen Erstligisten Quimper Volley. Zwei Jahre später entdeckte der deutsche Bundesligist Alemannia Aachen die Nationalspielerin, die mit den Briten in der Europaliga spielte. Für Wicks bot sich in Aachen auch die Gelegenheit, sich für das olympische Turnier 2012 in London zu empfehlen, wo sie den neunten Platz belegte.